# Nuevas aventuras de don Quijote de la Mancha
Las Nuevas aventuras de don Quijote de la Mancha es una versión libre del segundo tomo del El ingenioso Hidalgo Don Quijote de la Mancha (atribuido a Alonso Fernández de Avellaneda), escrita en francés por Alain-René Lesage y publicada por primera vez en París en 1704, en la imprenta de la viuda de Claude Barbin. Mientras que el original constaba de tres partes de doce capítulos cada una, la obra de Lesage está dividida en cinco libros y tiene un total de setenta capítulos.
Más que una traducción del Quijote de Avellaneda, la obra es una adaptación, ya que Lesage, lejos de ser fiel al original español, suprimió, agregó y modificó episodios a su gusto, introdujo cambios en los nombres de diversos personajes y otros aspectos, y varió por completo el final. Mientras que el Quijote de Avellaneda original mantiene a don Quijote desamorado y concluye con su internamiento en el manicomio de Toledo y el anuncio que después protagonizó nuevas aventuras en Castilla la Vieja, Lesage hizo que su amor por Dulcinea del Toboso renaciera en los últimos capítulos de la obra y que el héroe muriera a manos de un arquero de la Santa Hermandad cuando se disponía a ir en auxilio de su señora.
La obra de Lesage está precedida por un prólogo en el cual el traductor-adaptador expone sus ideas sobre ambos Quijotes, el de Cervantes y el de Avellaneda, y su opinión más favorable al segundo. En particular, Lesage indicó que el Sancho de Avellaneda era "excelente y más original incluso que el de Cervantes".[cita requerida]
El libro solo tuvo un mediano éxito, ya que no volvió a reimprimirse sino hasta 1828. En 2008 se publicó una edición anotada, a cargo del cervantista español David Álvarez.